# ديك سلاتر
ديك سلاتر (بالإنجليزية: Dick Slater)‏ هو مصارع محترف أمريكي، ولد في 19 مايو 1951 في تامبا في الولايات المتحدة، وتوفي في 18 أكتوبر 2018.

## وصلات خارجية
- ديك سلاتر على موقع CageMatch worker (الإنجليزية)

- ديك سلاتر على موقع IMDb (الإنجليزية)
- ديك سلاتر على موقع قاعدة بيانات الفيلم (الإنجليزية)